# Kanaldude
Kanaldude est une chaîne de télévision de Basse-Navarre au Pays basque conventionnée par l'Arcom, diffusant des programmes entièrement en langue basque. La chaîne est gérée par Ximun Carrère,.
La chaîne de télévision est éditée par Aldudarrak bideo, une coopérative pour la production audiovisuelle locale en langue basque. Ses programmes sont diffusés sur le site web de Kanaldude, ainsi que pour certains programmes sur la chaîne régionale publique de Nouvelle-Aquitaine NoA,,, sur la télévision basque de service public Euskal Telebista, et sur des chaines locales de la TNT (TVPI, Xaloa, Hamaika),,,.

## Historique
Kanaldude a été créé en 1987 par Mikel Erramouspé,. La chaîne a réalisé cette année sa première production audiovisuelle dans la haute vallée des Aldudes. Le nom de la chaîne de télévision lui vient de là, il s’agit d’un jeu de mots qui signifie "le Canal des Aldudes",. La première diffusion des programmes de Kanaldude s’est faite sur le modèle de la télévision locale Télé Millevaches, en diffusant ses émissions sur supports physiques (Cassettes VHS) ou en organisant des projections publiques des différents programmes,.
À ses débuts, Kanaldude a essayé de diffuser sans autorisation sur les ondes hertziennes. Plusieurs essais de diffusion hertzienne ont eu lieu en 2002 et en 2006, mais la chaîne a ensuite fait le choix de se concentrer sur la diffusion web de ses programmes, tout en les diffusant sur la TNT via des accords avec les chaînes de télévision locales.
En 2010, l’association a quitté les Aldudes pour Saint-Jean-Pied-de-Port et s’est transformée en une société coopérative d’intérêt collectif (SCIC),. Après un passage à Saint-Martin-d'Arrossa, Kanaldude a déménagé en 2017 pour s’installer à Bidarray en Basse-Navarre,.
En juillet 2017, la chaîne signe une convention avec le Conseil supérieur de l’audiovisuel, (remplacé par l’Autorité de régulation de la communication audiovisuelle et numérique depuis le 1er janvier 2022).
En 2018, kanaldude a signé une convention avec plusieurs bars du Pays basque nord pour diffuser la chaîne Kanaldude sur leur téléviseur via une box spécialement développée pour la chaîne.
En 2019, Kanaldude a participé au lancement de Next Station, un laboratoire d’innovation dans les projets audiovisuels visant à produire des formats audiovisuels "novateurs" en basque, notamment des web-série. Le projet a été soutenu financièrement par l’Eurorégion Nouvelle-Aquitaine-Euskadi-Navarre.
En mars 2022, Kanaldude a obtenu le statut de service d’initiative publique locale (SIPL) de la part de l’Arcom avec l’objectif d’élargir son audience au-delà du Pays basque Nord.
En octobre 2022, Orange TV intègre Kanaldude a son bouquet de chaînes gratuite. La chaîne basque est depuis diffusée sur le canal 358 des box internet Orange.

## Une télévision participative
Kanaldude est une chaîne de télévision participative, et est à ce titre membre de la Fédération de l’audiovisuel participatif. 
La chaîne accompagne et forme les téléspectateurs qui le souhaitent afin de concevoir et présenter des programmes télévisuels en basque. 

## Programmes
Kanaldude est une chaîne généraliste en basque qui diffuse des programmes de toutes sortes, reportages, documentaires, retransmissions sportives ou d’évènements culturels en direct,, jeux télévisés, ou encore talk-show.
Les programmes sont diffusés sur Kanaldude en direct tous les jours entre 18h et 23h, et sont ensuite disponibles en VOD. 

## Partenariats et financements
Kanaldude reçoit le soutien financier de la région Nouvelle-Aquitaine avec laquelle elle a signé un Contrat d’Objectifs et de Moyens,, l’Office public de la langue basque, et l’Agglomération Pays basque. Kanaldude a également reçue le soutien de la commune de Bidarray pour son installation en 2017

## Audiences
En 2019, la chaîne reçoit 250 000 visiteurs par an sur son site, d’après la régie publicitaire Hedabideak qui gère les différents médias d’expression bascophone.